# كيجان دولي
كيجان دولي (بالإنجليزية: Keagan Dolly)‏ (22 يناير 1993 جوهانسبرغ جنوب أفريقيا - ) هو لاعب كرة قدم جنوب أفريقي، يلعب كلاعب وسط، شارك في كرة القدم في الألعاب الأولمبية الصيفية 2016.

## روابط خارجية
- كيجان دولي على موقع الاتحاد الدولي (مؤرشف)  (الإنجليزية)
- كيجان دولي على موقع إي إس بي إن إف سي (الإنجليزية)
- كيجان دولي على موقع قاعدة بيانات كرة القدم.إي يو (الإنجليزية)
- كيجان دولي على موقع ليكيب (الفرنسية)
- كيجان دولي على موقع ناشيونال فوتبول تيمز (الإنجليزية)
- كيجان دولي على موقع Soccerway.com (الإنجليزية)
- كيجان دولي على موقع أوليمبيديا (الإنجليزية)
- كيجان دولي على موقع AS.com (الإسبانية)